# Licinia de ludis Apollinaribus
Lex Licinia de ludis Apollinaribus va ser una antiga llei romana presentada a aprovació pel pretor urbà Publi Licini Var a petició del senat romà l'any 208 aC. La llei establia el dia de celebració dels Jocs d'Apol·lo o Ludi Apollinares, que fins aleshores es feien cada any sense un dia concret.